# Леонтьев, Валерий Константинович
Вале́рий Константи́нович Лео́нтьев (род. 1939) — главный стоматолог Минздрава РФ с 1996 по 2004 год, доктор медицинских наук, профессор стоматологии, профессор биофизической и бионеорганической химии, академик РАМН (2004) и РАН (2013), заслуженный деятель науки Российской Федерации, автор более 500 научных работ, 20 учебников и монографий, автор более 50 изобретений в области стоматологии и других разделов медицины.

## Биография
Родился 24 января 1939 года в г. Баку Азербайджанской ССР в семье военнослужащего. В 1962 году с отличием окончил Омский государственный медицинский институт им. М. И. Калинина и в 1964 году — клиническую ординатуру этого института по терапевтической стоматологии. С 1964 года по 1969 год работал в институте ассистентом кафедры биохимии. В 1970 году был назначен заведующим Центральной научно-исследовательской лабораторией г.Омска и трудился в этой должности до 1980 года. В 1980 году была образована кафедра стоматологии детского возраста и Валерий Константинович был назначен её заведующим, на этой должности он проработал до 1986 года..
В 1986 году Валерий Константинович был приглашен в Москву, где ему была предложена должность заместителя директора по научной работе Центрального НИИ стоматологии. В 1988 году при активной поддержке академика Чазова Евгения Ивановича, который на тот момент являлся министром здравоохранения СССР, Валерий Константинович создал Всесоюзное научно-производственное объединение «Стоматология» при Минздраве СССР, которое в 1992 году переименовано в государственное предприятие, а в 1993 преобразовано в открытое акционерное общество.
Являлся Генеральным директором ОАО «Стоматология» с 1993 года по 2003 год.
Начиная с 2003 г. и по настоящее время Валерий Константинович Леонтьев является профессором кафедры МГМСУ.

## Научная деятельность
- 1969 год — кандидатская диссертация на тему: «Белки минерализованных тканей здоровых зубов и при кариесе»
- 1979 год — докторская диссертация на тему: «Кариес и процессы минерализации»
- 1999 год — избран членом-корреспондентом РАМН
- 2004 год — избран академиком РАМН

### Патенты
- Способ устранения кариесогенности зубного налета[4]
- Устройство для крепления зубов[5]
- Способ диагностики хронических генерализованных пародонтитов у многорожавших женщин[6]
- Способ диагностики замедленного биологического развития детей[7]

### Публикации
- Биохимические методы исследования в экспериментальной и клинической стоматологии / В. К. Леонтьев, Ю. А. Петрович, Омск. — 1976. — 93 с.
- Биология полости рта / 2001 г., Издатель: Медкнига: Новгород, — 304 с. — ISBN 5-86093-077-1
- Кариес зубов / Г. Д. Овруцкий, В. К. Леонтьев, Медицина, — 1986. — 143 с.
- Болезни пародонта: новые подходы в этиологии, патогенезе, диагностике, профилактике и лечении / А. П. Канканян, В. К. Леонтьев , Ереван, 1998 . — 360с
- Детская терапевтическая стоматология. Национальное руководство / Москва ГЭОТАР-Медиа 2010 г. — 896 c. — ISBN 978-5-9704-1703-4[8]. Соавторы: Кисельникова Л. П., Маслак Е. Е., Аверьянов С. В., Васильев А. Ю. и др.
- Заболевания слизистой оболочки полости рта / В. К. Леонтьев , Учебное пособие, М. Стоматология — 2004 г.- 310 с. — ISBN 5-89599-018-7
- Оценка основных направлений развития стоматологии / В. К. Леонтьев , В. Т. Шестаков , В. Ф. Воронин, Медицинская книга, — 2007 г. — 280 с. — ISBN 5-86093-118-2

## Награды
- 1996 — Заслуженный деятель науки Российской Федерации
- 1998 — Орден Почёта
- 2002 — лауреат Государственной премии Российской Федерации в области науки и техники
- 2007 — «Орден Петра Великого I степени» — за заслуги и большой вклад в развитие отечественной медицины и здравоохранения[9]
- 2024 — Почётная грамота Российской академии наук — за многолетний пллодотворный труд на благо медицинской науки в области стоматологии, успешную научно-организационную деятельность, подготовку научных кадров высшей квалификации и в связи с юбилеем